# Zdislav Hercík
Zdislav Hercík, křtěný Zdislav Mikuláš (3. prosince 1893 Komárov – 21. května 1968 Litoměřice), byl český malíř, keramik a loutkář.

## Život
Narodil se v Komárově v rodině hutního ciseléra Josefa Hercíka. V roce 1909 byl Zdislav přijat na pražskou Akademii výtvarných umění a zprvu studoval všeobecnou školu u prof. Loukoty a Bukovce. Po jejím absolvování odjel studoval do Budapešti, kde se školil ve speciálce malířské akademie u prof. Karolyho Ferencze. V roce 1918 se vrátil zpět na pražskou Akademii, pokračoval dál ve studiu u prof. M. Pirnera a v roce 1921 mu bylo uděleno absolutorium. Po první světové válce, kterou prodělal na východní a italské frontě se začal věnovat malbě keramiky. Začínal u hrnčíře "Žáčka" ve Vysokém Újezdě a následně odešel do Kostelce nad Černými lesy, kde pracoval v dílně "A. Vondráčka". Zde se setkal s technikou majoliky a poté se věnoval malování kameniny v dalších kosteleckých dílnách. V letech 1926–1932 putoval po celé řadě dílen, kde se zdokonaloval v rozličných technikách malování, dokonce tvořil sám na hrnčířském kruhu a navrhoval nádoby. Takto pracoval např. v "Granitonu" ve Svijanech – Podolí, u "A. Ťoupala" v Praze–Břevnově, v porcelánce ve Slavkově u Karlových Varů a u "J. Lexy" v Hamru u Třeboně. V letech 1935-1946 pracoval Klínci v keramické dílně u "Šimůnků" , kde měl zcela volné ruce ve své tvorbě.
V roce 1946 odešel na pozvání svého přítele ak. sochaře Jaromíra Fialy do Levína, kde chtěl navázat na starou hrnčířskou tradici. Zde se usadil a v poslední levínské hrnčírně s několika pomocníky rozjel výrobu engobované dekorativní keramiky a hliněných žertovných zvířátek. Zde rovněž studoval místní dějiny hrnčířské výroby, sbíral keramiku, kopal střepy a spolupracoval s litoměřickým muzeem, které díky němu získalo ucelenou vývojovou kolekci levínské keramiky. V roce 1957 se asi na dva roky dočasně přestěhoval do Kamýku, odkud se opět vrátil do Levína, kde bydlel až do své smrti. Zemřel v roce 1968 v Litoměřicích a pohřben je ne místním hřbitově.
Zdislav Hercík měl staršího bratra Emanuela, který byl rovněž znamenitým malířem, grafikem a designérem.

## Výstavy

### Autorské
- 1954 – Zdislav Hercík: Výběr z malířského a keramického díla, Městské muzeum, Litoměřice

### Společné
- 1921 – II. výstava Spolku československých akademiků výtvarných v Praze, Topičův salon , Praha
- 1946 – Český národ Rudé armádě
- 1948 – Československá keramika, Pošova galerie, Praha
- 1949–1950 – Výtvarní umělci k II. všeodborovému sjezdu, Dům výtvarného umění, Praha
- 1961 – Užité umění a průmyslové výtvarnictví (U příležitosti 40. výročí založení Komunistické strany Československa), Uměleckoprůmyslové museum, Praha